# Miagrammopes kinabalu
Espèce
Miagrammopes kinabalu est une espèce d'araignées aranéomorphes de la famille des Uloboridae.

## Distribution
Cette espèce est endémique du Sabah en Malaisie. Elle se rencontre vers 1 800 m d'altitude sur le mont Kinabalu.

## Description
La carapace du mâle holotype mesure 1,52 mm de long sur 1,05 mm et l'abdomen 2,78 mm de long sur 0,88 mm

## Étymologie
Son nom d'espèce lui a été donné en référence au lieu de sa découverte, le mont Kinabalu.

## Publication originale
- Logunov, 2018 : Three new spider species of the genus Miagrammopes O. Pickard-Cambridge, 1870 (Aranei, Uloboridae) from Southeast Asia. Euroasian Entomological, vol. 17, no 4, p. 280-289.